# Oskar Kolberg
 Oskar Kolberg, znan tudi kot Henryk Oskar Kolberg (22.2. 1814, Przysucha – 3.6.1890, Krakov) je bil poljski etnograf, folklorist in skladatelj. 

## Poklicna pot
Leta 1839 se je prvič odpravil na Mazowsze na terenske raziskave, kjer je začel raziskovati ljudsko glasbo. Kot skladatelj je zapisoval melodijo ljudskih pesmi. S časom je vse bolj kot skladatelj postajal etnograf.  Kolberg je za sebe večkrat dejal, da ni profesionalni etnograf, čeprav danes velja za enega največjih etnografov po zbranih delih. Prva njegova izdaja zbranih ljudskih pesmi je bila publikacija iz leta 1857 Pieśni ludu polskiego.
Oskar Kolberg je kot prvi raziskovalec sistematiziral ljudsko kulturo po regijah. Kolberg je izdajal obširno delo v več zvezkih Lud Jego zwyczaje, sposób życia, mowa, podania, przysłowia, obrzędy, gusła, zabawy, pieśni, muzyka i tańce, ki obravnavajo posamezne regije. Zaradi etnografskih zaslug je postal član Krakowskiego Towarzystwa Nauk, ki je kasneje leta 1890 tudi financiralo del njegovih raziskav. 
Druge publikacije, ki jih je izdal so Obrazy etnograficzne, ki so izšli v 10. Zvezkih. Leta 1873 je Kolberg postal član Akademije umetnosti, leto kasneje pa je bil dodeljen njeni antropološki sekciji. Med drugim se je udeležil tudi svetovne razstave v Parizu 1878, bil pa je tudi eden izmed organizatorov etnografske razstave leta 1880. Jeseni 1884 se je preselil v Krakov in se posvetil etnografskemu delu.

## Inštitut Oskarja Kolberga
Leta 1960 so bila v Polskim Towarzystwie Ludoznawczym ustanovljena „Zbrana dela” Oskarja Kolberga (kratica DWOK). Cilj uredništva je bila izdaja vseh del Kolberga. Po finančni krizi v devetdesetih letih je delo nadaljeval Inštitut Oskarja Kolberga. 

## Leto Oskarja Kolberga
Ob 200 letnici rojstva velikega etnografa in skladatelja je po sklepu poljskega parlamenta bilo razlgašeno leto Oskarja Kolberga. V tem letu je bilo več dogodkov, izdaj in koncertov posvečenih Kolebergu in njegovim delom. 

## Zbrana dela
V zvezkih o etnografiji južnih Slovanov je Kolberg opisoval tudi slovensko ljudsko pesništvo. 
1. Tom 1. Pieśni Ludu Polskiego
2. Tom 2. Sandomierskie
3. Tom 3. Kujawy cz. I
4. Tom 4. Kujawy cz. II
5. Tom 5. Krakowskie cz. I
6. Tom 6. Krakowskie cz. II
7. Tom 7. Krakowskie cz. III
8. Tom 8. Krakowskie cz. IV
9. Tom 9. W. Ks. Poznańskie cz. I
10. Tom 10. W Ks. Poznańskie cz. II
11. Tom 11. W. Ks. Poznańskie cz. III
12. Tom 12. W Ks. Poznańskie cz. IV
13. Tom 13. W. Ks. Poznańskie cz. V
14. Tom 14. W. Ks. Poznańskie cz. VI
15. Tom 15. W. Ks. Poznańskie cz. VII
16. Tom 16. Lubelskie cz. I
17. Tom 17. Lubelskie cz. II
18. Tom 18. Kieleckie cz. I
19. Tom 19. Kieleckie cz. II
20. Tom 20. Radomskie cz. I
21. Tom 21. Radomskie cz. II
22. Tom 22. Łęczyckie
23. Tom 23. Kaliskie cz. I
24. Tom 24. Mazowsze cz. I
25. Tom 25. Mazowsze cz. II
26. Tom 26. Mazowsze cz. III
27. Tom 27. Mazowsze cz. IV
28. Tom 28. Mazowsze cz. V
29. Tom 29. Pokucie cz. I
30. Tom 30. Pokucie cz. II
31. Tom 31. Pokucie cz. III
32. Tom 32. Pokucie cz. IV
33. Tom 33. Chełmskie cz. I
34. Tom 34. Chełmskie cz. II
35. Tom 35. Przemyskie
36. Tom 36. Wołyń
37. Tom 37. Miscellanea cz. I
38. Tom 38. Miscellanea cz. II
39. Tom 39. Pomorze
40. Tom 40. Mazury Pruskie
41. Tom 41. Mazowsze cz. VI
42. Tom 42. Mazowsze cz. VII
43. Tom 43. Śląsk
44. Tom 44. Góry i Podgórze cz. I
45. Tom 45. Góry i Podgórze cz. II
46. Tom 46. Kaliskie i Sieradzkie
47. Tom 47. Podole
48. Tom 48. Tarnowskie-Rzeszowskie
49. Tom 49. Sanockie-Krośnieńskie cz. I
50. Tom 50. Sanockie-Krośnieńskie cz. II
51. Tom 51. Sanockie-Krośnieńskie cz. III
52. Tom 52. Białoruś-Polesie
53. Tom 53. Litwa
54. Tom 54. Ruś Karpacka cz. I
55. Tom 55. Ruś Karpacka cz. II
56. Tom 56. Ruś Czerwona cz. I
57. Tom 57. Ruś Czerwona cz. II
58. Tom 58. Materiały do etnografii Słowian wschodnich
59. Tom 59/I Materiały do etnografii Słowian zachodnich i południowych cz. I, Łużyce
60. Tom 59/II Materiały do etnografii Słowian zachodnich i południowych cz. II, Czechy, Słowacja
61. Tom 59/III Materiały do etnografii Słowian zachodnich i południowych cz. III, Słowiańszczyzna południowa
62. Tom 60. Przysłowia
63. Tom 61. Pisma muzyczne cz. I
64. Tom 62. Pisma muzyczne cz. II
65. Tom 63. Studia, rozprawy i artykuły
66. Tom 64. Korespondencja Oskara Kolberga cz. I
67. Tom 65. Korespondencja Oskara Kolberga cz. II
68. Tom 66. Korespondencja Oskara Kolberga cz. III
69. Tom 67. Pieśni i melodie ludowe w opracowaniu fortepianowym cz. I-II
70. Tom 68. Kompozycje wokalno-instrumentalne
71. Tom 69. Kompozycje fortepianowe.
72. Tom 70. Pieśni ludu polskiego. Suplement do t. 1
73. Tom 71. Sandomierskie. Suplement do t. 2
74. Tom 72/I. Kujawy. Suplement do t. 3-4 cz. I
75. Tom 73/I. Krakowskie. Suplement do t. 5-8 cz. I
76. Tom 73/II. Krakowskie. Suplement do t. 5-8 cz. II
77. Tom 73/III. Krakowskie. Suplement do t. 5-8 cz. III
78. Tom 74. W. Ks. Poznańskie. Suplement do t. 9-15
79. Tom 75. Lubelskie. Suplement do t. 16-17
80. Tom 76. Kieleckie. Suplement do t. 18-19
81. Tom 77/I. Radomskie. Suplement do t. 20-21 cz. I
82. Tom 77/II. Radomskie. Suplement do t. 20-21 cz. II
83. Tom 78. Łęczyckie. Suplement do t. 22
84. Tom 79. Kaliskie. Suplement do t. 23
85. Tom 80. Mazowsze. Suplement do t. 24-28
86. Tom 81. Pokucie. Suplement do t. 29-32
87. Tom 82. Chełmskie. Suplement do t. 33-34
88. Tom 83/I. Przemyskie. Suplement do t. 35 cz. I
89. Tom 83/II. Przemyskie. Suplement do t. 35 cz. II
90. Tom 84. Wołyń. Suplement do t. 36
91. Tom 85. Biografia Oskara Kolberga
92. Tom 86. Indeksy

### Internetni viri
- Indeks wybranych dzieł Oskara Kolberga, Instytut im. Oskara Kolberga Arhivirano 2011-10-06 na Wayback Machine..